# Séraphine Pajaud
Séraphine Pajaud, née Julie Louise Séraphie Pajaud  le 6 septembre 1858 à Ars-en-Ré et morte le 26 novembre 1944 à Sévérac-le-Château, est une militante anarchiste, syndicaliste libertaire et anticléricale.

## Biographie

### Famille
Séraphine Pajaud naît en 1858 à Ars-en-Ré, fille de Jean-Baptiste Pajaud, maréchal-ferrant, et de Marie-Anne Baudry, son épouse.
Elle se marie à Londres avec Désiré Savonneau, chef de cuisine, qui meurt dans la même ville le 1er novembre 1887. Le couple a un fils.
Devenue culottière au Mans, elle se remarie en 1893 avec Marie Georges Sandré, employé de commerce et veuf lui aussi. En 1899, à la mort de ce dernier de la tuberculose à l'hôpital de Roanne, Séraphine Pajaud refuse l'enterrement religieux que les autorités de l'hôpital souhaitaient lui imposer contre ses convictions. 

### Actions militantes
En octobre 1896, elle crée au Mans le Syndicat professionnel des tailleuses, culottières, pompières et parties similaires, qui adhère à la Bourse du travail. Elle devient déléguée au comité général de la Bourse. Georges Sandré devient quant à lui secrétaire de la chambre des galochiers, puis secrétaire adjoint de la Bourse du travail. Les époux Sandré jouent un rôle essentiel à la naissance de la bourse du travail mancelle. 
Cet engagement syndical lui vaut, comme à son mari, de perdre son emploi. En décembre 1896, elle assiste avec Léon Boudier à deux conférences de Sébastien Faure et le 17 janvier 1897 à une réunion anarchiste contre les condamnations des anarchistes de Barcelone. En mars 1898, avec son mari et leur enfant âgé de 5 ans, elle fait une série de conférences dans l’Aube. Elle devient l'une des propagandistes les plus fameuses de l’anticléricalisme, après la Commune de Paris jusque 1914, donnant des conférences de ville en ville. N’ayant souvent pas d’argent pour aller à l’hôtel et prendre le train, le couple voyage à pied, couchant dans des granges et sur le trimard. 
Au début de l'année 1902, Séraphine Pajaud se fait propagandiste en Bretagne, notamment à Brest, Morlaix et Rennes. Le 1er mars 1902, à la suite d’une conférence sur « l’inexistence de Dieu », le tribunal correctionnel de Boulogne-sur-Mer la condamne par défaut à six mois de prison et 100 francs d’amende pour « excitation au meurtre, pillage et incendie ».
Devenue veuve, Séraphine Pajaud participe, en 1904, à une nouvelle tournée de conférences en Haute-Vienne, Creuse, Puy-de-Dôme, Haute-Loire, Aveyron, Lot, Corrèze, Vienne et Dordogne. En 1906, elle est arrêtée à Alès, sous la double inculpation « d’apologie de crime et insultes à l’armée ».
Son activité cesse dans l'entre-deux-guerres. Au début des années 1930, elle est recueillie à Nice par un vieil anarchiste d’origine juive et en 1934, André Lorulot la rencontre à La Rochelle.
Séraphine Pajaud meurt en 1944 à  Sévérac-le-Château, à l'âge de 86 ans.